# Isabel Sabogal
Isabel María Sabogal Dunin Borkowski (Lima, 14 ottobre 1958) è una scrittrice, poetessa e traduttrice peruviana.
Le sue lingue letterarie sono polacco e spagnolo.

## Biografia
Di padre peruviano e madre polacca, è cresciuta tra il Perù e la Polonia. Ha studiato Linguistica e Letteratura Ispanica presso la Pontificia Università Cattolica del Perù.

## Libri pubblicati
- Requiebros vanos. Poemario con una presentazione di Javier Sologuren. Lima, Ignacio Prado Pastor Editor, 1988;[1]
- Tra Paradiso e Inferno, un Universo diviso (Entre el Cielo y el Infierno, un Universo dividido). Fantastico romanzo, con un epilogo di Gerard Szkudlarski. Lima, Ignacio Prado Pastor Editor, 1989 e 1993 ristampa[2]. 
  - Come Un Universo diviso (Un Universo dividido), con illustrazioni di José Gabriel Alegría. Lima, Ediciones Altazor, 2016. ISBN 978-8-49-211428-3.[3]
- Todo está hecho a la medida de ti misma. Poemario. Lima, Grafos & Maquinaciones, 2022.[4]

## Traduzioni dal polacco allo spagnolo
- Polonia: la rivoluzione di Solidarność (Polonia: la revolución de Solidarność), Lima, Apuntes, Centro di Documentazione e Ricerca, gennaio 1982. Nel libro compaiono, tra gli altri, le loro traduzioni della stampa clandestina polacca.
- Selezione, traduzione e introduzione del libro Poesia selezionata (Poesía escogida) dal poeta polacco Czesław Miłosz. Edizione bilingue, in polacco e spagnolo, sponsorizzata dall'Ambasciata polacca a Lima e dall'Istituto Culturale Americano-Peruviano. Lima, Ediciones del Hipocampo, 2012.

## Lavoro pubblicato in antologie
- Le poesie Cayara e Todo sono fatte apposta per te (Todo está hecho a la medida de ti misma) in  Poesía: Perú, siglo XXI (Poesia: Perú, seccolo XXI), (compilazione di Dalmacia Ruiz Rosas e Willy Gómez Migliaro), Lima, Fundación Yacana, 2007.[5]
- Traduzioni in Ricardo Silva Santisteban (antologista): Antologia generale della traduzione in Perù (Antología general de la traducción en el Perú), Volume VII. Lima, Università Ricardo Palma - Editoriale dell'Università, 2016. ISBN 978-612-4234-63-7.
- La storia La vampira [La vampira] in Trece veces Sarah. Un proyecto de José Donayre [Tredici volte Sarah. Un progetto di José Donayre]. Lima, Ediciones Altazor, 2017. ISBN 978-849-2114-39-9.
- Le poesie Requiebros vanos e El invierno in Un otoño azul, Arequipa, Cuervo Editores - Alianza Francesa de Arequipa, 2018. Compilazione di Gloria Mendoza Borda.
- Le poesie Origen I e Origen II in Mujeres en fuego, Cusco, Editorial Fuego, 2024. Compilazione Di Lenyan Veka.

## Lavoro pubblicato in altri libri
- Il disegno del mondo (El dibujo del mundo), testo pubblicato nel romanzo Un chin de amor di Pedro José Granados, Lima, Editorial San Marcos, 2005.

## Pubblicazioni sulla stampa
- I giorni di origine (Dni poczęcia), storia scritta direttamente in polacco, Varsavia, rivista Nowa Fantastyka, n. 2, 1990.[6]
  - In lingua spagnola: Los días del origen, rivista Relatos increíbles n. 19, ottobre 2020. Traduzione dell’autrice.
- Frammento del romanzo inedito La favola non plausibile (Niewiarygodna Bajka), scritto direttamente in polacco. Cracovia, rivista Lektura, 1992, n. 11/12.
- Storia di una qeqe (Historia o pewnej qeqe), compilazione orale andina, fatta e tradotta dallo autora in polacco. Cracovia, rivista Salwator i świat, n. 1, 1992.
- Poesia (Poesía), Uppsala, rivista La hoja latinoamericana, 1992 - 1993.
- Poesia (Poesía), Cusco, giornale El Sol, 2002 - 2004.
- Quattro poeti di Cusco (Cuatro poetas cusqueños), rivista culturale di Lima Voces, n. 39, dicembre 2009.[7]
- Note su storia, letteratura, cultura e attualità della Polonia nella stampa peruviana-polacca, Lima, 2006 - 2016.[8]
- L'ora "U" (La hora "U"), rivista Relatos increíbles n. 19, giugno 2020.
- La nostra guerra senza fine (Nuestra guerra sin fin), rivista Relatos increíbles n. 23, gennaio 2022.
- Il nostro popolo errante (Nuestro pueblo errante), rivista Relatos increíbles n. 26, maggio 2022.

## Onorificenze
- Luglio 2012: Medaglia Onoraria Bene Merito, concessa dal Ministro degli Affari Esteri della Polonia.